# Mimi Hamminck Schepel
Maria (Mimi) Frederika Cornelia Hamminck Schepel (Venlo, 15 december 1839 - 's-Gravenhage, 25 september 1930) was een vrijdenkster en schrijfster die gehuwd was met de schrijver Eduard Douwes Dekker.
Hamminck Schepel groeide op als oudste in een gezin van zeven kinderen. Door de militaire loopbaan van de vader verhuisde het gezin veel. Begin jaren '60 haalde zij meerdere onderwijsakten. Ze volgde catechisatie bij de 'moderne' predikant J.C. Zaalberg. Via Marie Anderson kwam Hamminck Schepel in aanraking met de Minnebrieven van Eduard Douwes Dekker (Multatuli). De daarop volgende briefwisseling leidde tot een relatie. Hamminck Schepel was als gouvernante werkzaam in Duitsland, Zwitserland en Frankrijk. Vanaf 1865 leefden ze afwisselend samen in Nederland en Duitsland. Nadat Hamminck Schepel uit de erfenis van haar overleden vader in 1869 een woning had gekocht in Den Haag kwamen Multatuli en diens vrouw Tine van Wijnbergen bij haar wonen als een soort ménage à trois. In 1870 keerde Hamminck Schepel met Multatuli terug naar Duitsland. Nadat Tine in september 1874 in Venetië was overleden, huwde Hamminck Schepel op 1 april 1875 in Rotterdam met Multatuli. Het huwelijk zou kinderloos blijven. Op 8 maart 1878 adopteerde zij de Duitse pleegzoon Eduard (Wouter) Bernhold, in de tijd dat Multatuli op lezingtournee in Nederland was. Na Multatuli's dood verkocht Hamminck Schepel het huis in Nieder-Ingelheim en keerde terug naar Nederland waar ze tot 1898 woonde bij Willem Paap aan Nassaukade in Amsterdam. Na te hebben gewoond in Scheveningen woonde Hamminck Schepel in Den Haag met haar huisgenote en verzorgster A.C. Everts. Ze werd aan het eind van haar leven benoemd tot erelid van de Vereeniging 'Het Multatuli-Museum'. Na een heupfractuur overleed zij in het Bronovo ziekenhuis in Den Haag aan een longontsteking.

## Publicaties
- 1872: Uit het leven van een dansmeester door Fanny Lewald, in: Het nieuws van den Dag, vanaf 2 nov. 1872, nr. 815, t/m 6 dec. 1872, nr. 844. Fueilleton in 25 afleveringen. Vertaling van: Fanny Lewald, Villa  Riunione. Erzälungen eines alten Tanzmeisters (Berlijn 1869), Anoniem
- 1873: Marcella, in: Geïllustreerd Stuivers Magazijn, aug. 1873, Vertaling van Le conte  de bonheur, in: Revue des Deux Mondes jan. 1873. Het Franse verhaal was de vertaling door Thérèse Bentzon van de novelle Marcella, van Leopold von Sacher-Masoch, verschenen in Das Vermächtnis Kaïns I (Stuttgart 1870)
- 1873: Iets en niets over de Vrouwenquaestie, in: Het nieuws van den Dag, 22 feb. 1874. Anoniem
- 1874: Iets en Niets, in: Zondagsblad van Het nieuws van den Dag, 22 feb. 1874, Anoniem.
- 1874: Heloïse: Boekbeschouwing, in: Het Vaderland, 14 juli 1874, bespreking van Mina Krüzeman, Een huwelijk in Indië
- 1874: Heloïse: Rijkt dáar van den hemel onzichtbaar een hand?in: De Nederlandsche Spectator' 19, 24 oktober 1974, nr. 43
- 1874: Vier-en-twintig uren op reis, door Heloïse, in: Nederland (1874) dl. II, p. 350-411
- 1875: Eva, door Heloïse, in: De nederlandsche Spectator, 20, 10 juli 1875 nr. 28, p. 220-224
- 1875/76: Gelijk hebben, door Heloïse, in: De nederlandsche Spectator, 20-21, feuilleton in twaalf afleveringen vanaf 4 december 1875 nr. 49, tot en met 15 januari 1876 nr. 3.
- 1876: Multatuli. Bloemlezing met voorwoord door Heloïse, Amsterdam, G.L. Funke, 1876, 1880, Elsevier: 1888, 1897, 1907
- 1877: Twee vondelingen, in: Het nieuws van den Dag, 6-7 januari, vertaling van een onbekend verhaal van James Payn. Anoniem.
- 1877: Een bezoek te Marpingen, in: Zondagsblad van Het nieuws van den Dag, 7 oktober 1877, vertaling uit de Rheinische Kurier. Anoniem.
- 1877: Met het vuur gespeeld, door Heloïse, in: Nederland (1877) deel 1, p. 36-65
- 1889: De veramelde werken van Multatuli, naar tydsorde gerangschikte uitgave bezorgd door zyne weduwe. Tien delen: Amsterdam, Uitgevers-Maatschappij `Elsevier'
- 1890-1896: Brieven van Multatuli. Bydragen tot de kennis van zyn leven,  gerangschikt en toegelicht door Mevr. Douwes Dekker, geb. Hamminck Schepel, 10 delen,Amsterdam, Versluys, [tweede herziene uitgave, 10 delen (Amsterdam 1912)].
- 1890: De geschiedenis van Woutertje Pieterse door Multatuli, Uit zyn Ideën verzameld door zyne Weduwe, Twee delen, Amsterdam Uitgevers-Maatschappij `Elsevier'
- 1891: Aleid. Twee fragmenten uit een onafgewerkt blijspel van Multatuli. Tweede uitgaaf, met voorwoord  van M. Douwes Dekker-Schepel, Amsterdam, W. Versluys
- 1901: M. Douwes Dekker-Hamminck Schepel, Multatuli en officiële bescheiden,  Amsterdam, W. Versluys. over Multatuli's tijd als ambtenaar,
- 1907: Briefwisseling tusschen Multatuli en S.E.W. Roorda van Eysinga, uitgegeven door Mevr. Douwes Dekker, geb. Hamminck Schepel, Amsterdam, W. Versluys
- 1908: Aleid. Twee fragmenten uit een onafgewerkt blijspel van Multatuli. Tweede uitgaaf, met voorwoord  van M. Douwes Dekker-Schepel. Amsterdam, Maatschappij voor Goede en Goedkoope Lectuur.